# Vitrinella carinata
Vitrinella carinata är en snäckart som först beskrevs av Orbigny 1842.  Vitrinella carinata ingår i släktet Vitrinella och familjen Vitrinellidae. Inga underarter finns listade i Catalogue of Life.